# Мустафа Армаган
Мустафа Армаган (тур. Mustafa Armağan) (24 лютого 1961 року, Сірнак) — письменник та журналіст курдського походження.

## Біографія
Народився 24 лютого 1961 року в Сірнак у родині вихідців з містаШанлиурфа. Після отримання середньої освіти Мустафа Армаган навчався у Стамбульському університеті на філологічному факультеті. Після закінчення кафедри турецької мови та літератури працював редактором у різних видавництвах.

## Діяльність
У період з 1995 по 1996 рік він був редактором журналу "Ізленім". Мустафа координував видавничі студії «Енциклопедію суспільних наук» (публікації «Ризаль», 4 томи) та «Османську енциклопедію». Він підготував 4-томну збірку "Історія ісламської думки" М. М. Шеріфа. Турецька спілка письменників тричі відзначала його дослідження: у 1989 році - за переклад, у 1997 році - премія за есе. Окрім книг про авторські права, «Традиція» (1992), «Між традицією та сучасністю» (1995), «Місто ніколи не забуває» (1996) та «Бурса Шеренгізі» (1998) у нього багато книг.
Він працював редактором відділу радіомовлення у Фонді журналістів і письменників, презентував програму під назвою "Дзеркало історії" в Мехтап ТВ. З 1995 р. писав у газеті "Час". У співавторстві він підготував книгу "У медіадзеркалі (від кокона до метелика)" у 1999 році. Книгу видав Фонд журналістів і письменників. У 2000 році підготував книгу «Присвячений життю діалог», написану для Гюлена. Цю книгу також видав Фонд журналістів і письменників. У 2000-2002 рр. Мустафа Армаган також був головним редактором журналу ("Діалог Євразія").
Крім того, Армаган був головним редактором журналу "Deep History" з квітня 2012 року.
Армаган веде журналістську колонку, в якій відгукується на сучасні події.

## Твори
1. Gelenek (1992)
2. Gelenek ve Modernlik Arasında (1995)
3. Şehir Asla Unutulmaz (1996)
4. Şehir, Ey Şehir (Türkiye Yazarlar Birliği 1997 Deneme Ödülü)
5. Bursa Şehrengizi (1998)
6. Medya Aynasında Fethullah Gülen (Kozadan Kelebeğe) (1999, Ali Ünal ile, Gazeteciler ve Yazarlar Vakfı tarafından basıldı)
7. Diyaloğa Adanmış Hayat / Kozadan Kelebeğe 2 (2000, Gazeteciler ve Yazarlar Vakfı tarafından basıldı)
8. Alev ve Beton (2000)
9. Osmanlı: İnsanlığın Son Adası (2003)
10. İstanbul Mavi Kırpar Gözlerini (2003)
11. Osmanlı Tarihinde Maskeler ve Yüzler (2005)
12. Ufukların Sultanı: Fatih Sultan Mehmed (2006)
13. İnsan Yüzlü Şehirler (2006)
14. Abdülhamid'in Kurtlarla Dansı (2006)
15. Küller Altında Yakın Tarih (2006)
16. Yakın Tarihin Kara Delikleri / Küller Altında Yakın Tarih 2 (2006)
17. Efsaneler ve Gerçekler / Küller Altında Yakın Tarih 3 (2007)
18. Korku Duvarını Yıkmak / Küller Altında Yakın Tarih 4 (2009)
19. Paşaların Hesaplaşması / Küller Altında Yakın Tarih 5 (2010)
20. Osmanlı'yı İmparatorluk Yapan Şehir: İstanbul (2007)
21. Büyük Osmanlı Projesi (2008)
22. Osmanlı'nın Mahrem Tarihi (2008)
23. Avrupa'nın 50 Büyük Yalanı (2009)
24. Abdülhamid'in Kurtlarla Dansı 2 (2009)
25. Kır Zincirlerini Osmanlı (2010)
26. Fatih'in Rüyası (2010)
27. Cemil Meriç'in Dünyası (2010)
28. Türkçe Ezan ve Menderes (2010)
29. Geri Gel Ey Osmanlı! (2010)
30. Osmanlı'nın Kayıp Atlası (2010)
31. Tek Parti Devri (2010)
32. Kazım Karabekir'in Gözüyle Yakın Tarihimiz (2011)
33. Bulutları Delen Kartal/Cemil Meriç ile Konuşmalar (2011)
34. Osmanlı Tarihini Yeniden Yazmak (2011)
35. Gerçek Tarihin Peşinde (2011)
36. Kızıl Pençe (2012)
37. Fetih ve Fatih (2012)
38. Petersburg'da Osmanlı İzleri (2012)
39. Satılık İmparatorluk (2013)
40. Cumhuriyet Efsaneleri (2014)